# Andreas Amrhein

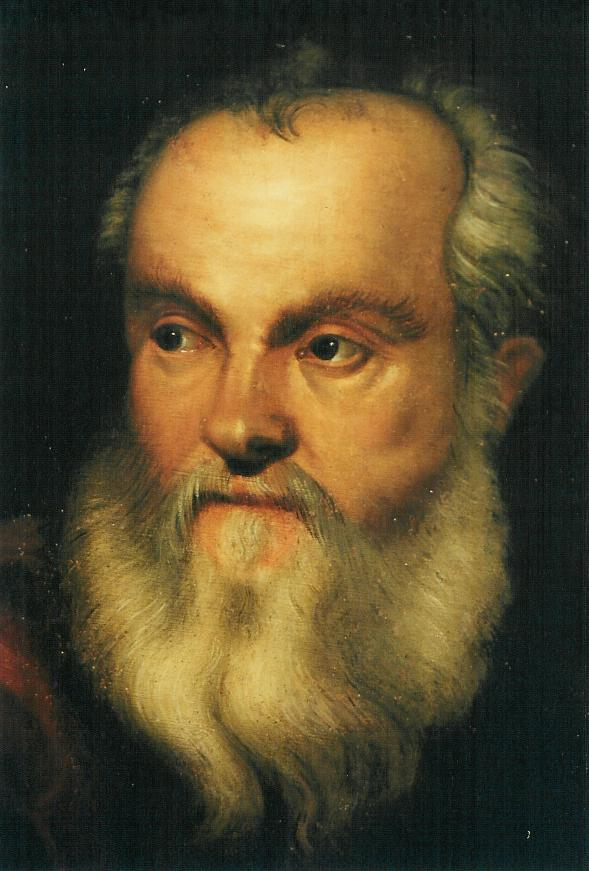
Andreas Amrhein

Andreas Amrhein O.S.B. (* 4 de fevereiro de 1844 em Gunzwil como Josef Georg Amrhein; † 29 de dezembro de 1927 em Sankt Ottilien) foi um clérigo suíço, monge beneditino da Abadia de Beuron e fundador do mosteiro de Sankt Ottilien.

## Vida
Josef Amrhein nasceu filho de um fazendeiro. Frequentou a escola em Beromünster, depois em Lucerna. Em 1862, antes de terminar o colegial, ele ficou muito doente. Ele teve que abandonar a escola e foi para Florença, onde se formou como pintor. A partir de 1865 continuou seu aprendizado como artista em Paris; Seguiram-se os estudos em Neuchâtel e Lucerna. Os sermões do jesuíta suíço Peter Roh em uma missão popular e duas experiências religiosas levaram Josef Amrhein a se preocupar cada vez mais com questões e tópicos religiosos. No outono de 1868 começou a estudar teologia na Universidade Eberhard Karls em Tubinga.
Em 1870 ingressou no mosteiro de Beuron e, assim, na ordem beneditina. Ele tomou o nome religioso Andreas. Ele não conseguiu realizar sua ideia de combinar a vida beneditina e o trabalho missionário na congregação de Beuron. Depois de ser fundada em Reichenbach em 1884, a comunidade foi transferida para Emming em 1887. No mesmo ano conseguiu enviar um primeiro grupo de monges para a África como missionários. Era importante para ele que a missão não se limitasse a proclamar o evangelho, mas tivesse impacto na vida cotidiana. Por isso, para ele, era essencial a contribuição dos irmãos leigos como artesãos, agricultores, professores, médicos, etc.
O mosteiro recebeu o nome do local de peregrinação Sankt Ottilien (o nome do lugar Emming foi abandonado em 1904). A área de clausura do mosteiro foi construída em estilo neogótico a partir de 1892 de acordo com os planos de Amrhein. Amrhein liderou a congregação beneditina de St. Ottilien até 1895 como o primeiro superior geral.

## Escritos e trabalhos artísticos
- Der Gründer. Schriften. EOS-Verlag, Sankt Ottilien 2006, ISBN 3-8306-7239-X.
- Der Gründer. Briefe. EOS-Verlag, Sankt Ottilien 2010, ISBN 978-3-8306-7420-7.
  - Band 1: Briefe von 1866–1889.
  - Band 2: Briefe von 1890–1927.
- Der Gründer. Kunst und Technik. EOS-Verlag, Sankt Ottilien 2012, ISBN 978-3-8306-7559-4.

## Literatura
- Ivo Auf der Maur: Amrhein, Andreas no Dicionário histórico da Suíça
- Suso Brechter OSB (ed.). «Amrhein, Andreas». Neue Deutsche Biographie (NDB) (em alemão). 1. 1953. Berlim: Duncker & Humblot. pp. 260.
- Johannes Schaber: AMRHEIN, Andreas OSB. In: Biographisch-Bibliographisches Kirchenlexikon (BBKL). Band 14, Bautz, Herzberg 1998, ISBN 3-88309-073-5, Sp. 702–707.
- Peter Rohrbacher: Deutsche Missionsinitiativen am Campo Santo Teutonico. Die Missionsbenediktiner in Deutsch-Ostafrika und die Nordischen Missionen (online). In: Stefan Heid, Karl-Joseph Hummel (Hrsg.): Päpstlichkeit & Patriotismus. Der Campo Santo Teutonico: Ort der Deutschen in Rom zwischen Risorgimento und Erstem Weltkrieg (1870–1918). Herder, Freiburg 2018, ISBN 978-3-451-38130-0, S. 613–643.